# Moon Duo
Moon Duo est un groupe de rock psychédélique américain, originaire de San Francisco, en Californie.

## Biographie
Moon Duo est formé en 2009 à l'initiative de Ripley Johnson, guitariste de Wooden Shjips, et par Sanae Yamada aux synthétiseurs. Le style, comme celui des Wooden Shjips est influencé par le rock psychédélique, alliant rythmes répétitifs et guitares saturées. Cependant, le duo a un son nettement plus synthétique et reconnaît parmi ses influences le groupe d'Alan Vega, Suicide.
Leur premier enregistrement inclut le vinyle Love on the Sea, publié au label Sick Thirst, qui est suivi par l'EP Killing Time chez Sacred Bones Records. Moon Duo fait un saut au label Woodsist pour la sortie de l'album Escape. Après avoir tourné intensément en soutien à l'album, Moon Duo emménage au label Souterrain Transmissions, basé à Berlin, pour leur premier album, intitulé Mazes, enregistrant le set chez eux à San Francisco qu'ils mixent en Allemagne. L'album est publié au printemps 2011, et le groupe joue au festival SXSW d'Austin, au Texas.
Leur deuxième album studio, intitulé Circles, est publié à la fin 2012 chez Sacred Bones, et s'accompagne d'un album de remixes, Circles Remixed, l'année suivante, dont les titres sont remixés par des artistes comme Eric Copeland et Umberto. En 2013, après s'être délocalisé à Portland, le duo recrute un batteur, John Jeffrey, pour ses prestations sur scène en remplacement de la boîte à rythmes utilisée jusque-là. Jeffrey est vu pour la première fois avec le duo lors d'une tournée enregistré pour l'album live, Live in Ravenna, publié en 2014.
En 2015, le groupe publie son nouvel album, Shadow of the Sun. En soutien, il tourne en Amérique du Nord, puis en Europe, passant notamment par la France. Ils passent aussi la majeure partie de l'année 2016 à tourner. Une fois rentré à Portland, Moon Duo s'attèle à l'écriture d'un nouvel album. Au premier semestre 2017, le duo publie deux nouveaux albums : Occult Architecture vol.1 et 2. Ils sont « conçus comme les deux volets d’un diptyque bâti sur l’éternelle opposition/oscillation entre le jour et la nuit, prenant appui sur la philosophie taoïste du yin et du yang. »